# Ocotea staminoides
Ocotea staminoides är en lagerväxtart som beskrevs av G.R. Proctor. Ocotea staminoides ingår i släktet Ocotea och familjen lagerväxter. Inga underarter finns listade i Catalogue of Life.